# Попеску, Флорин
Флорин Попеску (рум. Florin Popescu; 30 августа 1974, Янку-Жьяну) — румынский гребец-каноист, выступал за сборную Румынии в начале 1990-х — середине 2000-х годов. Чемпион и бронзовый призёр летних Олимпийских игр в Сиднее, семикратный чемпион мира, семикратный чемпион Европы, победитель многих регат национального и международного значения. Почётный гражданин Бухареста (2000).

## Биография
Флорин Попеску родился 30 августа 1974 года в коммуне Янку-Жьяну, жудец Олт. Активно заниматься греблей начал в раннем детстве, проходил подготовку в Бухаресте, состоял в столичном спортивном обществе «Динамо».
Первого серьёзного успеха на взрослом международном уровне добился в 1994 году, когда попал в основной состав румынской национальной сборной и побывал на чемпионате мира в Мехико, откуда привёз две награды серебряного достоинства, выигранные в зачёте четырёхместных каноэ на дистанциях 500 и 1000 метров. Год спустя выступил на мировом первенстве в немецком Дуйсбурге, где дважды поднимался на пьедестал почёта: получил серебряную медаль в четвёрках на пятистах метрах, а также золотую медаль в километровой гонке четвёрок.
В 1997 году Попеску принял участие в зачёте возобновлённого чемпионата Европы в болгарском Пловдиве, став чемпионом в четвёрках на тысяче метрах и серебряным призёром на пятистах. Кроме того, в этом сезоне завоевал серебро и золото на чемпионате мира в канадском Дартмуте — в полукилометровом и километровом заездах четвёрок соответственно. В следующем году на мировом первенстве в венгерском Сегеде взял два серебра, в двойках на тысяче метрах и в четвёрках на пятистах метрах. Ещё через год на аналогичных соревнованиях в Милане добавил в послужной список бронзовую медаль двухсотметровой программы четырёхместных экипажей и серебряную медаль пятисотметровой программы. Также на европейском первенстве в хорватском Загребе четырежды оказывался среди призёров, в том числе получил золото в четвёрках на пятистах метрах.
Благодаря череде удачных выступлений Попеску удостоился права защищать честь страны на летних Олимпийских играх 2000 года в Сиднее — вместе с напарником Митикэ Прикопом выиграл бронзу среди каноэ-двоек на пятистах метрах, уступив в решающем заезде только экипажам из Венгрии и Польши, тогда как на тысяче метрах обогнал всех своих соперников и завоевал тем самым золотую олимпийскую медаль.
В 2001 году Попеску побывал на чемпионате мира в Познани и на чемпионате Европы в Милане — с обоих турниров вернулся с золотыми наградами. Годом позже вновь стал лучшим на европейском континенте, выиграв километровые заезды двоек на чемпионате Европы в Сегеде, и стал лучшим на всей планете, победив в четвёрках на пятистах метрах на чемпионате мира в испанской Севилье. На мировом первенстве 2003 года в американском Гейнсвилле взял два золота, серебро и бронзу, при этом в трёх дисциплинах он продвинулся на одну строчку вверх из-за дисквалификации команды России (российский гребец Сергей Улегин был уличён в употреблении запрещённых веществ). Будучи одним из лидеров гребной команды Румынии, благополучно прошёл квалификацию на Олимпийские игры 2004 года в Афинах — пытался повторить успех четырёхлетней давности в паре с новым партнёром Силвиу Симьонченку, однако на сей раз показал в обоих финалах четвёртый результат, немного не дотянув до призовых позиций.
После афинской Олимпиады Флорин Попеску остался в основном составе румынской национальной сборной и продолжил принимать участие в крупнейших международных регатах. Так, в 2005 году в четвёрках на пятистах метрах он выиграл чемпионат Европы в Познани и чемпионат мира в Загребе, став таким образом семикратным чемпионом Европы и семикратным чемпионом мира. Вскоре по окончании этих соревнований принял решение завершить карьеру профессионального спортсмена, уступив место в сборной молодым румынским гребцам.
В 2008 году награждён орденом «За спортивные заслуги» I степени.